# 忠和镇
忠和镇，是中华人民共和国甘肃省兰州市安宁区下辖的一个乡镇级行政单位。

## 行政区划
忠和镇下辖以下地区：
盐池社区、崖川村、丰登村、平岘村、六合村、盐池村。